# دارين بورسي
دارين بورسي (بالإنجليزية: Darren Purse)‏ (14 فبراير 1977 في المملكة المتحدة - ) هو لاعب كرة قدم بريطاني في مركز الدفاع. شارك مع منتخب إنجلترا تحت 21 سنة لكرة القدم. أما مع النوادي، فقد لعب مع أكسفورد يونايتد وبرمنغهام سيتي وبورت فايل وشيفيلد وينزداي وكارديف سيتي ونادي ماريهامن ونادي ميلوول ووست بروميتش ألبيون ويوفل تاون وهايز وييدينغ يونايتد ‏ ونادي ليتون أورينت وStaines Town F.C. ‏ وAFC Rushden & Diamonds ‏ ونادي بليموث أرجايل وتشيشام يونايتد ‏ وVasa IFK ‏ وويلينج يونايتد.

## وصلات خارجية
- دارين بورسي على موقع قاعدة بيانات كرة القدم.إي يو (الإنجليزية)
- دارين بورسي على موقع Soccerbase.com (لاعب) (الإنجليزية)
- دارين بورسي على موقع Soccerway.com (الإنجليزية)
- دارين بورسي على موقع عالم كرة القدم.نت (الإنجليزية)